# Скрюченный домишко (фильм)
«Скрюченный домишко» (англ. Crooked House) — британский фильм в жанре драматического детектива режиссёра Жиля Паке-Бреннера по одноимённому роману Агаты Кристи (первая экранизация романа). В главных ролях Кристина Хендрикс и Джиллиан Андерсон. Премьера в России состоялась 2 ноября 2017 года.

## Сюжет
События в фильме разворачиваются в первые годы после окончания Второй мировой войны. Молодой человек Чарльз Хэйвард знакомится в Египте с молодой девушкой Софией, которая позже сбегает без объяснений. Чарльз возвращается в Лондон, становится частным детективом, а София находит его и обращается с просьбой расследовать смерть дедушки Аристида Леонидиса — богатейшего человека Англии. Вместо инсулина пожилому мужчине вкололи смертельную дозу глазных капель, подменив пузырьки. Чарльз берется помочь, но вскоре обнаруживает, что мотив есть у каждого из домочадцев, включая Софию.

## В ролях
- Макс Айронс — Чарльз Хэйвард[5][6]
- Гленн Клоуз — леди Эдит[5][6]
- Джиллиан Андерсон — Магда[5][6]
- Кристина Хендрикс — Бренда[5][6]
- Стефани Мартини — София де Хэвиленд[6]
- Теренс Стэмп — инспектор Тавернер[5][6]
- Джулиан Сэндс — Филип Леонидис
- Хонор Книфси — Жозефина[6]
- Аманда Аббингтон — Клеменси Леонидис
- Роджер Эштон-Гриффитс — Гейтскилл
- Кристиан Маккэй — Роджер Леонидис
- Джон Хеффернан — Лоуренс Браун
- Престон Найман — Юстас
- Дженни Гэллоуэй — няня
- Петрос Иоанну
- Джино Пиччано — Аристид
- Дэвид Кэнн — коронер
- Андреас Каррас — Яннис Агродополус
- Джейкоб Форчун-Ллойд — Брент
- Дэвид Киркбрайд — сержант Гловер
- Рикки Габбриэллини — журналист
- Мадлен Хайленд — секретарша Роджера Леонидиса
- Тина Грей — мисс Экройд
- Эни Нельсон
- Дэвид Седдон — констебль
- Лорен Поведа — танцовщица
- Руди Валентино Грант

## Производство
В 2011 году американский режиссёр Нил Лабут объявил, что будет снимать фильм по сценарию Джулиана Феллоуза а главные роли в экранизации исполнят Мэттью Гуд, Джемма Артертон, Джули Эндрюс и Гэбриэл Бирн. Однако к съёмкам приступил французский режиссёр Жиль Паке-Бреннер со сценаристом Тимом Роузом Прайсом. Совместно они внесли изменения в сценарий, касающиеся внешности некоторых персонажей, и перенесли события картины на десять лет вперёд.

## Съёмки
Основные съёмки начались в сентябре 2016 года. Часть съёмок проходила в библиотеке Maughan в Королевском колледже Лондона и поместье Минли недалеко от Флита, Гэмпшир. Интерьеры были сняты в четырёх разных местах, включая поместье Хьюэнден, Уэст-Уиком-парк и Тинтесфилд, недалеко от Бристоля.
Образы фильма были созданы художником-постановщиком Саймоном Боулзом.